# Moravška Gora
Moravška Gora este o localitate din comuna Litija, Slovenia, cu o populație de 83 de locuitori.